# Kornik zrosłozębny
Kornik zrosłozębny (Ips duplicatus) – gatunek chrząszcza zaliczany do kornikowatych.
Rójka
Pierwsza przebiega na przełomie kwietnia i maja, przy sprzyjających warunkach pogodowych może wystąpić rójka druga i młodych chrząszczy w lipcu i sierpniu. W zależności od ilości rójek generacja jest jedna, dwie, a może wystąpić także siostrzana.
Wygląd
Larwa beznoga (jak u wszystkich kornikowatych), barwy białej, z jasno-brunatną głową. Poczwarka typu wolnego, barwy kremowej, kolebka poczwarkowa w łyku. Imago wielkości 2,8–4,5 mm. Kształt ciała krępy, walcowaty, barwa ciemnobrunatna do prawie czarnej, błyszczący, owłosiony. Określany jako miniaturka kornika drukarza. Kropkowanie i kształt przedplecza podobne do drukarza. Pokrywy z rzędami punkcików słabo zagłębionych, międzyrzędy szerokie, z jednym szeregiem drobnych kropek. Na ścięciu, na każdej pokrywie widoczne cztery wyrostki – zęby. Dymorfizm płciowy widoczny na ścięciu pokryw: samiec posiada cztery ząbki, z których trzeci  rozszerzony jest guzowato (jak u drukarza) i połączony wspólną podstawą z drugim. Pierwszy i czwarty są małymi ząbkami. Samica ma ząbki zredukowane, ząbek drugi i trzeci tworzą wspólny, duży rozdwojony ząb.
Występowanie
Występuje w Europie Środkowej i Północnej oraz na Syberii. W Polsce pospolity, głównie w północno-wschodnim zasięgu świerka.
Pokarm
Żeruje na świerku (rzadziej na sośnie pospolitej i limbie), szczególnie w górnej części strzały o cienkiej korze.
Znaczenie
Kornik zrosłozębny występuje często w towarzystwie kornika drukarczyka. W wyniku żerowania larw, drzewa obumierają (nawet całymi powierzchniami). Podczas gradacji atakuje nawet drzewa zdrowe, stając się szkodnikiem pierwotnym.